# توفین
توفین (انگلیسی: Tufin) شرکت فناوری اطلاعات آمریکایی است، که در سال ۲۰۰۵ تأسیس شد.